# مايك دوربن
مايك دوربن (بالإنجليزية: Mike Durbin)‏ هو لاعب البولنغ ‏ أمريكي، ولد في 3 مايو 1941.